# Fréchou
Le Fréchou redirige ici.
Fréchou (ou localement Le Fréchou, en gascon Lo Hrèishou) est une commune de Gascogne, située dans le département de Lot-et-Garonne (région Nouvelle-Aquitaine).

## Géographie

### Localisation
Commune située dans le Pays d'Albret à 3 km au sud de Nérac, sur l'Osse.

### Communes limitrophes
Les communes limitrophes sont  Andiran, Lasserre, Moncrabeau, Mézin et Nérac.
| Andiran | Nérac      |          |
| Mézin   | Fréchou    | Lasserre |
|         | Moncrabeau |          |

### Climat
Pour des articles plus généraux, voir Climat de la Nouvelle-Aquitaine et Climat de Lot-et-Garonne.
Historiquement, la commune est exposée à un climat océanique aquitain.  
En 2020, Météo-France publie une typologie des climats de la France métropolitaine dans laquelle la commune est exposée à un climat océanique altéré et est dans la région climatique Aquitaine, Gascogne, caractérisée par une pluviométrie abondante au printemps, modérée en automne, un faible ensoleillement au printemps, un été chaud (19,5 °C), des vents faibles, des brouillards fréquents en automne et en hiver et des orages fréquents en été (15 à 20 jours).
Pour la période 1971-2000, la température annuelle moyenne est de 12,9 °C, avec une amplitude thermique annuelle de 15,4 °C. Le cumul annuel moyen de précipitations est de 782 mm, avec 10,2 jours de précipitations en janvier et 6,4 jours en juillet. Pour la période 1991-2020, la température moyenne annuelle observée sur la station météorologique la plus proche, située sur la commune de Nérac à 5,76 km à vol d'oiseau, est de 0,0 °C et le cumul annuel moyen de précipitations est de 0,0 mm,. Pour l'avenir, les paramètres climatiques de la commune estimés pour 2050 selon différents scénarios d’émission de gaz à effet de serre sont consultables sur un site dédié publié par Météo-France en novembre 2022.

## Urbanisme

### Typologie
Au 1er janvier 2024, Fréchou est catégorisée commune rurale à habitat très dispersé, selon la nouvelle grille communale de densité à sept niveaux définie par l'Insee en 2022.
Elle est située hors unité urbaine. Par ailleurs la commune fait partie de l'aire d'attraction de Nérac, dont elle est une commune de la couronne,. Cette aire, qui regroupe 17 communes, est catégorisée dans les aires de moins de 50 000 habitants,.

### Occupation des sols

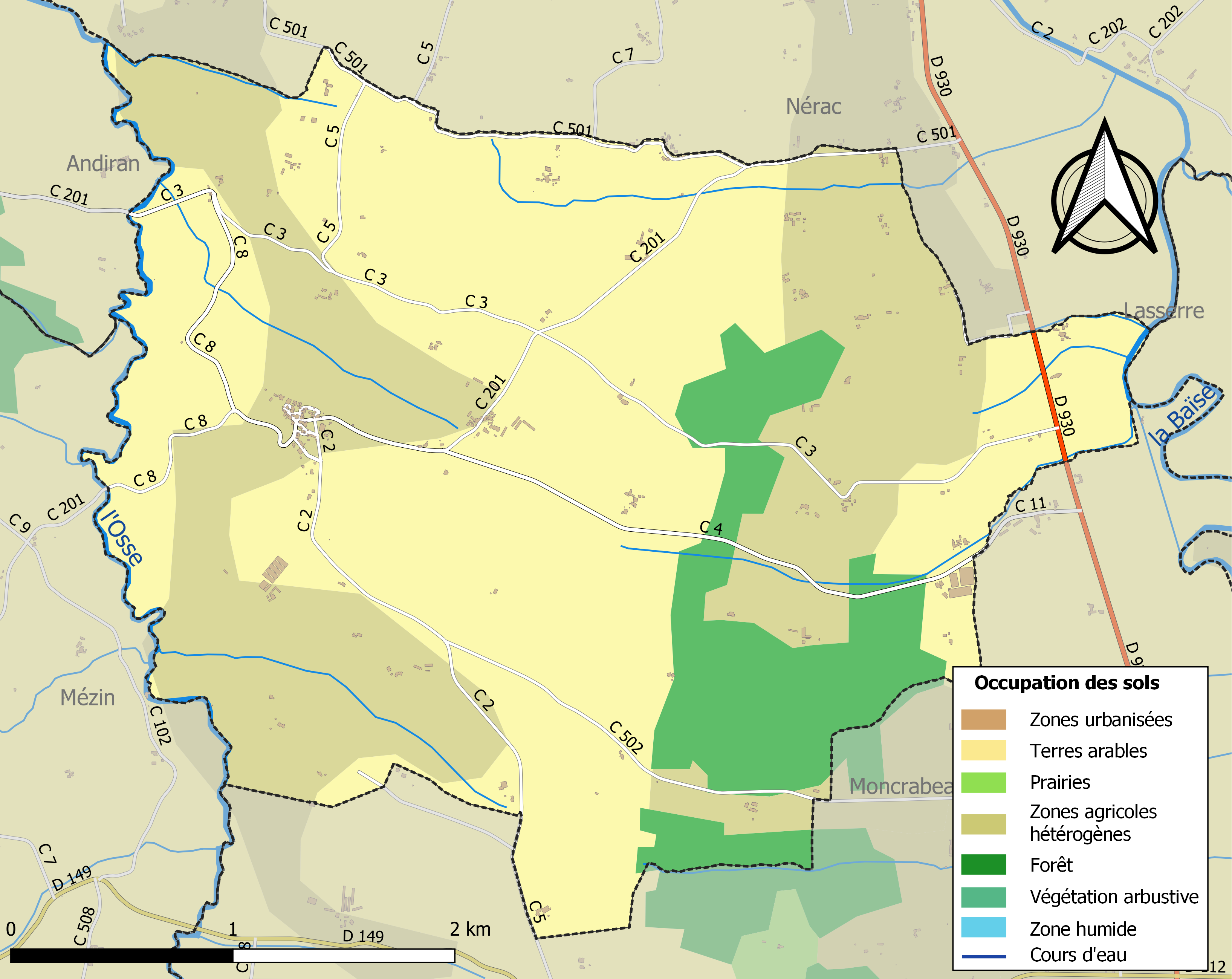
Carte des infrastructures et de l'occupation des sols de la commune en 2018 (CLC).

L'occupation des sols de la commune, telle qu'elle ressort de la base de données européenne d’occupation biophysique des sols Corine Land Cover (CLC), est marquée par l'importance des territoires agricoles (88,9 % en 2018), une proportion sensiblement équivalente à celle de 1990 (89,4 %). La répartition détaillée en 2018 est la suivante : 
terres arables (56,5 %), zones agricoles hétérogènes (32,4 %), forêts (11,1 %). L'évolution de l’occupation des sols de la commune et de ses infrastructures peut être observée sur les différentes représentations cartographiques du territoire : la carte de Cassini (XVIIIe siècle), la carte d'état-major (1820-1866) et les cartes ou photos aériennes de l'IGN pour la période actuelle (1950 à aujourd'hui).

### Risques majeurs
Le territoire de la commune de Fréchou est vulnérable à différents aléas naturels : météorologiques (tempête, orage, neige, grand froid, canicule ou sécheresse), inondations, mouvements de terrains et séisme (sismicité très faible). Il est également exposé à un risque technologique,  le transport de matières dangereuses. Un site publié par le BRGM permet d'évaluer simplement et rapidement les risques d'un bien localisé soit par son adresse soit par le numéro de sa parcelle.

#### Risques naturels
Certaines parties du territoire communal sont susceptibles d’être affectées par le risque d’inondation par une crue à  débordement lent de cours d'eau, notamment la Baïse et l'Osse. La commune a été reconnue en état de catastrophe naturelle au titre des dommages causés par les inondations et coulées de boue survenues en 1982, 1992, 1999 et 2009,.
Les mouvements de terrains susceptibles de se produire sur la commune sont des tassements différentiels.

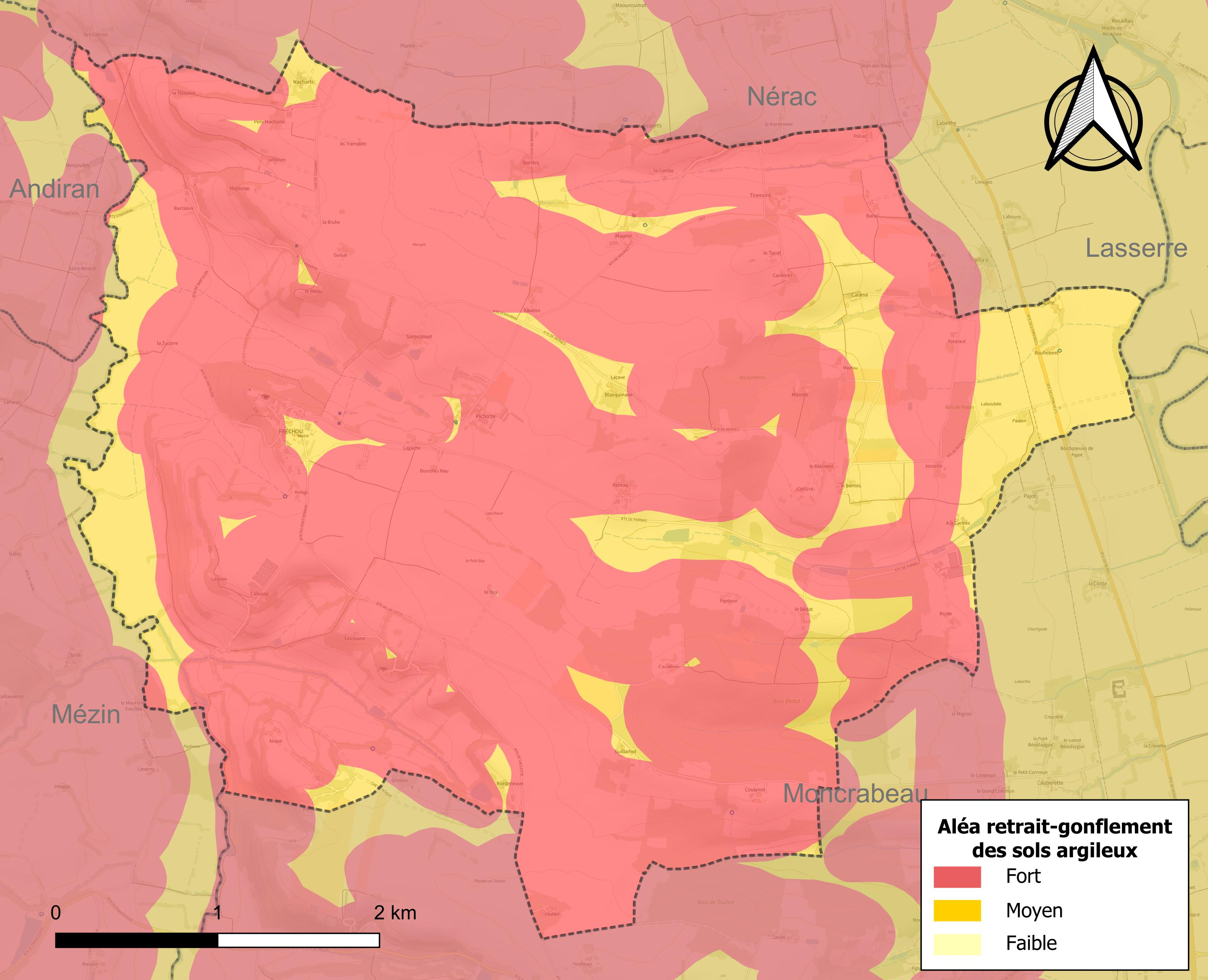
Carte des zones d'aléa retrait-gonflement des sols argileux de Fréchou.

Le retrait-gonflement des sols argileux est susceptible d'engendrer des dommages importants aux bâtiments en cas d’alternance de périodes de sécheresse et de pluie. La totalité de la commune est en aléa moyen ou fort (91,8 % au niveau départemental et 48,5 % au niveau national). Depuis le 1er octobre 2020, en application de la loi ELAN, différentes contraintes s'imposent aux vendeurs, maîtres d'ouvrages ou constructeurs de biens situés dans une zone classée en aléa moyen ou fort,.
Concernant les mouvements de terrains, la commune a été reconnue en état de catastrophe naturelle au titre des dommages causés par la sécheresse en 1990, 2002 et 2011 et par des mouvements de terrain en 1999.

## Toponymie
Lo Hrèishou signifie en gascon « le frêne ». L'h gascon étant dérivé de l'f latin, la transcription en ancien occitan conserve cet f malgré la prononciation /h/. Comme dans de nombreux cas, la francisation du toponyme s'accompagne de la suppression de l'article défini. Celui-ci est cependant maintenu dans l'usage local en français (Le Fréchou).

## Histoire
Le village du Fréchou, situé au cœur du Pays d'Albret, tire son origine de l'époque médiévale. Au XIIIe siècle, il s'organise en tant que castrum, un village fortifié construit autour de son château et de son église. Cette structure typique des bastides de l'époque reflète une organisation défensive et communautaire caractéristique de la région.
Le Fréchou connaît un épisode marquant de l'histoire de France en 1588, sous le règne d'Henri III. François de Montpezat, alors seigneur du Fréchou, était commandant de la garde des « Quarante-cinq », une unité d'élite chargée de la sécurité du roi. Lors des États généraux de Blois, il reçoit l'ordre d'assassiner Henri Ier de Lorraine, duc de Guise, figure éminente de la Ligue catholique et considéré comme une menace pour le trône. Cet assassinat politique, exécuté sur ordre direct du roi, a marqué un tournant dans les guerres de Religion en France et précipité les événements menant à l'assassinat d'Henri III lui-même l'année suivante.
Ainsi, le Fréchou, bien que modeste par sa taille, s'inscrit dans une période troublée de l'histoire française, où intrigues politiques et rivalités religieuses dictaient le cours des événements.

## Héraldique
| Blason de Fréchou | Blason  | Écartelé : aux 1er et 4e de gueules à deux balances d'or l'une au-dessus de l'autre, aux 2e et 3e de sinople plain. |
| Blason de Fréchou | Détails | Le statut officiel du blason reste à déterminer.                                                                    |

## Politique et administration
| Période                                  | Période   | Identité          | Étiquette | Qualité            |
| ---------------------------------------- | --------- | ----------------- | --------- | ------------------ |
| Les données manquantes sont à compléter. |           |                   |           |                    |
|                                          |           |                   |           |                    |
| 1953                                     | 1972      | Fulbert Desbarats |           |                    |
| 1972                                     | mars 1977 | Raoul Sengenes    |           |                    |
| mars 1977                                | mai 2020  | Pierre Dagras     | DVD       | Ingénieur agricole |
| mai 2020                                 | En cours  | André Apparitio   | SE        | Agriculteur        |

## Démographie
L'évolution du nombre d'habitants est connue à travers les recensements de la population effectués dans la commune depuis 1793. Pour les communes de moins de 10 000 habitants, une enquête de recensement portant sur toute la population est réalisée tous les cinq ans, les populations de référence des années intermédiaires étant quant à elles estimées par interpolation ou extrapolation. Pour la commune, le premier recensement exhaustif entrant dans le cadre du nouveau dispositif a été réalisé en 2007.

En 2022, la commune comptait 223 habitants, en évolution de +0,45 % par rapport à 2016 (Lot-et-Garonne : −0,18 %, France hors Mayotte : +2,11 %).
| 1793 | 1800 | 1806 | 1821 | 1831 | 1836 | 1841 | 1846 | 1851 |
| ---- | ---- | ---- | ---- | ---- | ---- | ---- | ---- | ---- |
| 676  | 681  | 733  | 725  | 726  | 711  | 677  | 665  | 656  |

| 1856 | 1861 | 1866 | 1872 | 1876 | 1881 | 1886 | 1891 | 1896 |
| ---- | ---- | ---- | ---- | ---- | ---- | ---- | ---- | ---- |
| 626  | 615  | 625  | 595  | 550  | 541  | 543  | 511  | 460  |

| 1901 | 1906 | 1911 | 1921 | 1926 | 1931 | 1936 | 1946 | 1954 |
| ---- | ---- | ---- | ---- | ---- | ---- | ---- | ---- | ---- |
| 418  | 443  | 432  | 401  | 405  | 413  | 394  | 374  | 362  |

| 1962 | 1968 | 1975 | 1982 | 1990 | 1999 | 2006 | 2007 | 2012 |
| ---- | ---- | ---- | ---- | ---- | ---- | ---- | ---- | ---- |
| 326  | 303  | 256  | 248  | 264  | 249  | 213  | 208  | 204  |

| 2017 | 2022 | - | - | - | - | - | - | - |
| ---- | ---- | - | - | - | - | - | - | - |
| 229  | 223  | - | - | - | - | - | - | - |

## Lieux et monuments
- Château du Fréchou, inscrit au titre des monuments historiques en 1952[28].
- Château de Laclotte,
- Château de Mauriet,
- Tour d'Asquet,
- Église Saint-Christophe avec un portail du XIVe siècle, des travaux aux XVe et XVIe siècles. Les murs de la nef sont surélevés au XIXe siècle. Le clocher date de 1888. Des réparations en béton sont faites sur le clocher en 1921. Elle est inscrite à l'Inventaire général du patrimoine culturel[29].
- Pont romain sur l'Osse.

## Personnalités liées à la commune
Alex Vialaret (basketteur)